# Amazonas 5
Amazonas 5 ist ein kommerzieller Kommunikationssatellit der Hispasat.
Er wurde am 11. September 2017 auf einer Proton-M/Bris-M-Trägerrakete vom Kosmodrom Baikonur in eine geostationäre Umlaufbahn gebracht.

## Nutzlast und Mission
Der Satellit ist mit 24 Ku-Band- und 34 Ka-Band-Transpondern ausgerüstet und soll von der Position 61° West aus unter anderem Lateinamerika und Brasilien mit Internet und Fernsehprogrammen versorgen. Er wurde auf Basis des Satellitenbus SSL-1300 von Space Systems/Loral gebaut und besitzt eine geplante Lebensdauer von 15 Jahren.